# Левина, Мария Карловна
Мария Карловна Левина (29 октября 1899, Курск — 1989) — советская переводчица

 и драматург. Псевдоним «Швейцер, М».
Окончила Высшие юридические курсы (1920). Награждена медалями. Член Союза писателей СССР (1934). Переводила с французского языка.

## Сочинения

### Переводы
- Драйзер Т. Финансист. — М., 1929.
- Лампель П. М. Ядовитый год над Берлином. — М.—Л., 1931.
- Бер Ж. Добродетель торжествует. — М., 1935. (в соавторстве с В. И. Блюмом)
- Скриб Э. Дружба. — М., 1936.
- Ньюмер Б. Английский шпион в Германии. — М., 1938.
- Садуль Ж. История киноискусства от его зарождения до наших дней. — М., 1957.
- Гауптман Г. Михаэль Крамер. — М., 1959.
- Лепроон П. Современные французские кинорежиссёры. — М.: Издательство иностранной литературы, 1960. — 698 с.
- Прево А. Безвестные герои. — М., 1963.